# Миткевич, Мая Владимировна
Ма́я Влади́мировна Митке́вич (род. 30 апреля 1938, Архангельск) — советский и российский искусствовед, директор Архангельского музея изобразительных искусств (с 1965).
Заслуженный деятель искусств РСФСР, Почётный гражданин Архангельска (1999) и Архангельской области (2010).

## Биография
Мая Миткевич родилась в Архангельске. После окончания Архангельского педагогического института им. М.В. Ломоносова, пришла на работу в Архангельского музея изобразительных искусств, с 1965 года возглавив его, став директором. За время работы Миткевич на посту руководителя, небольшой музей стал одним из крупнейших, художественных центров России.
Именно с деятельностью Маи Владимировны, связано появление в музее богатой коллекции произведений искусства, включающей в себя собрание отечественного искусства с XIV века до наших дней. Также, ей удалось сформировать в музее профессиональный творческий коллектив, где все научные сотрудники имеют высшее и специальное высшее образование. Коллекции музея в разные годы многократно экспонировались в музеях других городов СССР и России, в том числе в Москве, а также и за рубежом, что позволяло расширять межмузейные связи, популяризировать своё собрание.
Мая Миткевич является инициатором осуществления многих идей, способствовавших развитию музейного дела. Так, она была инициатором создания Архангельского государственного музея деревянного зодчества и народного искусства, который был открыт в 1973 году и в первые годы своего существования являлся филиалом Архангельского музея изобразительных искусств. Также, активное участие она принимала и в создании филиала Всероссийского художественного научно-реставрационного центра им. И.Э. Грабаря в Архангельске.
В 1994 году, в связи с финансовыми трудностями, музею было передано несколько памятников архитектуры в исторической части города, в результате чего в Архангельске появилась заповедная территория «Старый Архангельск». Основным идеологом и инициатором её создания стала Мая Миткевич. Именно благодаря её умелым действиям и настойчивости большинство переданных музею памятников культуры были отреставрированы, и в них были открыты собственные выставки и экспозиции. После присоединения к Архангельскому музею ИЗО ряда музеев, образованных в переданных ему памятниках архитектуры, было создано Государственное Музейное объединение «Художественная культура Русского Севера».
В 2000 году руководимый Миткевич Архангельский музей ИЗО по результатам конкурса газеты «Культура» «Окно в Россию» был объявлен музеем года.
Заслуги Маи Владимировны неоднократно отмечались местными, региональными и федеральными властями. В 2005 году она получила Орден Почёта, в 1999 году ей было присвоено звание Почётного гражданина Архангельска, а в 2010 году Миткевич стала первым в истории Почётным гражданином Архангельской области.
20 мая 2008 года за большой личный вклад в развитие и пропаганду художественной культуры Русского Севера она была избрана почётным членом Ломоносовского фонда.
С 2012 года Мая Миткевич также является членом Экспертно-аналитического совета при Губернаторе Архангельской области.

## Награды и звания
- Орден «За заслуги в культуре и искусстве» (12 октября 2022 года) — за большой вклад в развитие отечественной культуры и искусства, многолетнюю плодотворную деятельность[9]
- Орден Почёта (20 декабря 2004 года) — за многолетнюю плодотворную деятельность в области культуры и искусства[10]
- Заслуженный деятель искусств РСФСР
- Почётный гражданин Архангельской области (2010)[11]
- Почётный гражданин Архангельска (25 сентября 1999 года)[12]